# 貓慢性腎臟病
貓慢性腎臟病（英語：Feline Chronic Kidney Disease，簡稱：CKD），是一種腎功能緩慢退化的疾病。一般而言，此疾病定義為貓腎臟功能喪失 30%以上，及病程超過三個月以上者。貓慢性腎臟病為家貓死因首位。各年齡的貓都有獲病的可能，但罹患可能性隨年齡提高，超過七歲的熟齡貓為高危險族群。十歲以上的熟齡貓， 每三隻就有一隻罹患慢性腎病 。
貓慢性腎臟病為不可逆疾病，病情會隨著時間逐漸惡化。由於病程漸進，疾病初期症狀不明顯，飼主難察覺；當發現明顯症狀時，通常已經是疾病後期。雖然貓慢性腎臟病無法治癒，但仍可透過定期檢查及早發現及早治療，延緩病程並維持貓咪生活品質 。

## 病因
腎臟是身體內的重要器官，功能包括排除毒素、保持電解質和水分平衡等。同時也擔任過濾血液、排泄廢物的角色，血液把廢物送到腎臟過濾之後，濾出的水分會被腎臟重新吸收回身體，所以貓咪的尿液會是濃縮的狀態，以免流失太多水分。影響腎臟的疾病有很多種，有些是先天性的，有些是家族遺傳，而在老貓最常見的就是因為老化所造成的慢性腎病（嚴重一點的也稱為慢性腎衰竭）。
一般認為年紀為貓慢性腎臟病的主要原因，隨著年齡的增加，本來健康的腎臟組織會因時間慢慢纖維化，造成腎組織減少並增加其他健康腎臟組織的負荷量。惡性循環下， 造成病情持續加劇 。

## 疾病診斷
當貓咪罹患慢性腎臟病時，因腎功能發生異常，生理數值會產生變化，一般會透過血液檢查和尿液檢測來判別是否罹患慢性腎臟病。尿液檢測會針對貓咪腎臟濃縮尿液的能力進行檢查，檢驗尿液是否因腎功能退化而變稀。血檢方面則會透過檢驗血中的各項指數來做判別，最常見的指數包含肌酸酐(Creatinine)、尿素氮 (BUN)  、SDMA。

### 肌酸酐 Creatinine & 尿素氮 BUN
肌酸酐（Creatinine）和 尿素氮（Blood Urea Nitrogen，BUN）為腎臟所處理的體內代謝物。如腎功能下降，就會造成此兩種物質累積在血液中。獸醫師常透過這兩項指數來做疾病診斷，但通常發現指數出現異常時，腎功能也只剩25% 左右 。

### 對稱二甲基精氨酸 SDMA
對稱二甲基精氨酸 (Symmetric Dimethylarginine, SDMA) 為蛋白質分解時累積在血液中的產物，由腎臟排除。過去五年，國際腎臟權益組織 IRIS (International Renal Interest Society) 將此指數納入慢性腎臟病的診斷指標中。測量對稱二甲基精氨酸的優勢在於此指數不容易受到其他因素(如年齡、肌肉量、疾病) 的影響。另外，當腎功能衰退至75%時，SDMA指數就會上升，能比尿素氮和肌酸酐等兩項指數更早看出變化 。

## 疾病分期
|                        | 第一期 | 第二期  | 第三期  | 第四期 |
| ---------------------- | ------ | ------- | ------- | ------ |
| 殘存腎功能             | 99-33% | 33-25%  | 25-15%  | <15%   |
| Creatinine指數 (mg/dL) | <1.6   | 1.6-2.8 | 2.9-5.0 | >5.0   |
| SDMA (ug/dL)           | 14-17  | 18-25   | 26-38   | >38    |

### 第一期：腎功能不全 前期
此階段的貓咪仍保有33%~99% 的腎功能，因此很難在此階段就看到貓腎臟病典型的臨床症狀或判斷貓咪是否罹患慢性腎臟病。此階段貓咪的血檢Creatinine一般會落在1.6以下、SDMA位於14-17之間。貓咪可能會出現體內電解質過低、尿液稀薄和蛋白尿等症狀。飼主可透過調整飲食，來控制疾病惡化的速度。進入二期之前，第一期的階段可能長達好幾年，不過也要視每隻貓咪的病情進展而定。

### 第二期：腎功能不全 後期
此階段貓咪的腎功能大約在25%～33%之間，腎臟在過濾體內毒素上顯得吃力。此階段的貓咪血檢Creatinine會落在1.6至2.8、SDMA在18-25之間。因腎功能衰退，導致腎臟無法正常濃縮尿液，造成貓咪上廁所的頻率增加，且尿量明顯變多，進而導致水分流失過快和缺水的情形。而貓咪會在此情況下攝取更多的水份。貓咪越早進入第二期，往後惡化的速度就更快。

### 第三期：腎衰竭 前期
此階段表示貓咪的正常腎功能已經來到15%～25%，腎臟已無法正常過濾體內毒素及廢物。貓咪開始表現明顯的腎病症狀。血檢Creatinine會落在2.9至5.0 、SDMA 在26-38之間。當貓咪水量流失的速度超過喝水量後，水分不斷從全身組織器官流失，會造成體重變輕、消瘦、脫水的狀況。無法順利排出的廢物，累積在體內導致噁心、嘔吐、拉肚子等症狀。此階段的貓咪易伴隨高血壓的問題，且有膀胱發炎併發的情形。此時貓咪食慾會迅速下降，甚至完全不肯進食。腎病第三期需要積極的治療，並給予藥物加以控制。

### 第四期：腎衰竭 末期
此階段貓咪的腎功能剩下不到15%，血檢Creatinine會落在5.0以上、SDMA大於38。 由於此階段的貓咪無法正常排除體內毒素，而這些累積的毒素會讓貓咪感覺到噁心，甚至出現嘔吐的現象。身體不舒服的貓咪也會出現不吃飯、虛弱無力、嗜睡等症狀。到此階段，需要更謹慎地控制慢性腎病，包含藥物的選擇、穩定的給藥與複診頻率、以及正確的水分、食物的攝取，一切以盡量改善貓咪的生活品質為前提。必要時，可能會考慮裝設餵食管，而能有效地給予水分、食物和藥物。

## 疾病預防/治療
由於腎臟病初期的徵兆不明顯，很容易被飼主們忽略。透過定期健檢掌握貓咪的健康狀況，才能在疾病初期控制及早做治療、延緩病情的惡化。當貓咪已經確診罹患腎臟病 ，飼主可在獸醫的專業建議下，適時控制腎貓的飲食，隨時提供乾淨的飲水和鼓勵多喝水。在準備食物時，可選擇由獸醫師調配或推薦的處方飼料，以控制蛋白質、磷、鈉的攝取 。處於第一期的貓咪，無須刻意限制蛋白質的攝取，但須鼓勵貓咪攝取充足的水分。
貓腎臟病的治療主要是「對症治療」 ，獸醫會依照貓咪所出現的症狀採取相對應的治療方法。常見的治療方式包含輸液治療（靜脈／皮下點滴）、胃黏膜保護劑、食慾促進劑、降壓藥、抗血栓藥和處方飼料等。另外，飼主可以在鮮食、主食罐、副食罐當中多加一點水，提高貓咪水分的攝取。飼主應在獸醫師建議下，調整貓咪蛋白質和磷的攝取量。控制飲食的時候，飼主也得留意貓咪是否攝取足夠的熱量，避免讓貓咪營養失衡、急速消瘦。

### 維持身體水分
罹患腎病以後的貓咪，腎臟無法有效的濃縮尿液，導致大量的水分隨著尿液排出，容易造成體內缺乏代謝廢物所需的水分。當此情形發生時，會引發體重變輕、消瘦、脫水等症狀。而無法順利排出的廢物也會讓貓咪感覺到噁心，甚至出現嘔吐、拉肚子等症狀。飼主須隨時鼓勵貓咪多喝水，或是富含水分的濕性食物，必要時可以依照獸醫的處方在家天天打點滴，幫助貓咪的代謝，來避免其他因體內的毒素累積所產生的疾病。

### 控制蛋白質攝取
當體內蛋白質被運用後，會轉化為尿素氮儲存於血液中，透過腎臟過濾，經由尿液排除。當腎臟的功能衰退時，體內的尿素氮無法透過尿液排除，造成貓咪身體的負擔。為避免貓咪體內尿素氮過多，飼主可和獸醫師討論，透過控制蛋白質的攝取來幫貓咪降低腎臟的負擔、舒緩病況。

### 控制磷攝取
磷是維持身體健康的必須礦物質，很多食物中都含有磷。身體透過腎臟排出過多的磷，調節體內的磷平衡。但腎臟功能不完全以後，無法再有效的排出過量的磷，所以絕大多數的貓咪終究會有血磷過高的問題。高血磷會讓貓咪不舒服而且沒有食慾。

### 控制血壓
腎臟參與了調整血壓的機制，因此罹患慢性腎病的貓咪，可能出現高血壓。貓咪的血壓大於160 mm-Hg時，眼睛、腦部、心血管系統和腎臟都可能因此受損，此現象稱作目標器官傷害(Target Organ Damage 或 End Organ Damage)。

### 控制蛋白尿
蛋白尿，指的是身體的蛋白質從尿液流失過多。當形成尿液的腎臟細胞受損時，便無法有效地控制尿液成分，而可能使血中的蛋白質滲出到尿液中。這些蛋白質，可能造成腎臟的細微構造阻塞或發炎，而進一步地傷害腎臟。若流失的蛋白質過多，也可能造成低白蛋白血症 。

## 外部連結
- 台灣腎貓協會 （页面存档备份，存于）
- International Renal Interest Society  （页面存档备份，存于）
- International Cat Care （页面存档备份，存于）
- Cornell Feline Health Center （页面存档备份，存于）